# Перамивир
Перамивир (торговое название Рапиваб) — лекарственное средство против вируса гриппа, ингибитор нейраминидазы.
В 2009 году был рекомендован ВОЗ для лечения гриппа , в 2014 году одобрен FDA.
Есть данные (2007) о повышении выживания мышей при инфицировании вирусом H5N1.
В октябре 2009 года Управление по санитарному надзору за качеством пищевых продуктов и медикаментов США (FDA) выдало Разрешение на использование в чрезвычайных ситуациях (EUA) для использования перамивира на основании данных о безопасности, полученных в ходе испытаний фазы I, фазы II и ограниченных данных фазы III. Разрешение на экстренное использование перамивира истекло в июне 2010 года . 
Перамивир также был одобрен в Японии (как Rapiacta) и Южной Корее (как Peramiflu). 19 декабря 2014 года FDA одобрило перамивир для лечения гриппа у взрослых.

## История
Перамивир разработан американской фармацевтической компанией BioCryst Pharmaceuticals для лечения гриппа, 
23 октября 2009 года Управление по санитарному надзору за качеством пищевых продуктов и медикаментов США (FDA) выдало разрешение на экстренное применение перамивира, разрешающее его внутривенное введение госпитализированным пациентам только в тех случаях, когда другие доступные методы лечения были неэффективны или недоступны.
Правительство США (Министерство здравоохранения и социальных служб) выделило BioCryst Pharmaceuticals более $77 миллионов на завершение клинической разработки фазы III перамивира. В 2009 году Министерство здравоохранения и социальных служб уже выделило на программу около $180 миллионов.
Срок действия разрешения на экстренное использование истек 23 июня 2010 года. В 2011 года исследование фазы III показало, что средняя продолжительность симптомов гриппа была такой же при 1 внутривенной инъекции перамивира по сравнению с 5-дневным пероральным приемом осельтамивира для людей с сезонной вирусной инфекцией гриппа.
В 2013 году Управление перспективных биомедицинских исследований и разработок (BARDA/HHS) выделило новое финансирование в рамках текущего контракта на сумму $234,8 миллиона, чтобы обеспечить завершение подачи заявки на новый лекарственный препарат для внутривенного (IV) перамивира.
В июне 2011 года в Азии был выявлен новый вид свиного гриппа с генетической адаптацией (мутация нейраминидазы S247N), дающей некоторую устойчивость к осельтамивиру и занамивиру, но без значительного снижения чувствительности к перамивиру. 
В 2013 году обнаружена мутация вируса H274Y, которая придаёт вирусу устойчивость к осельтамивиру и перамивиру, но не к занамивиру, и только у нейраминидаз N1.

## «Птичий» и «свиной» грипп
Встречаются рекомендации относительно расширенных испытаний перамивира при инфекции вирусом «птичьего гриппа» H5N1.
В конце 2009 года появилась информация о его успешном применении против т. н. «свиного гриппа» A/H1N1.
В октябре 2009 года сообщалось, что экспериментальный противовирусный препарат перамивир оказался эффективным при внутривенном лечении 8 серьезных случаев свиного гриппа.

## Механизм действия
Перамивир блокирует способность вирусов гриппа использовать фермент нейраминидазу, предотвращая размножение некоторых вирусов в клетке организма-хозяина.

## Показания
Неосложнённый грипп.